# Satz von Euler (Primzahlen)
Einer der zahlreichen Lehrsätze von Leonhard Euler im mathematischen Teilgebiet der Analysis ist der Satz von Euler über die Summation der Kehrwerte der Primzahlen. Dieser besagt, dass die aus diesen Kehrwerten gebildete Reihe divergiert. Der Beweis dieses Lehrsatzes beruht wesentlich auf dem Fundamentalsatz der Arithmetik und der Divergenz der harmonischen Reihe. Der Satz geht auf das Jahr 1737 zurück und  aus ihm folgt unmittelbar, dass es unendlich viele Primzahlen gibt.

## Formulierung des Satzes
Sei {\displaystyle {\bigl (}p_{k}{\bigr )}_{k=1,2,3,4,5\dotsc }=\left(2,3,5,7,11\dotsc \right)}  die Folge aller Primzahlen. Für die Summe aller Kehrwerte gilt:
{\displaystyle \sum _{k=1}^{\infty }{\tfrac {1}{p_{k}}}={\tfrac {1}{2}}+{\tfrac {1}{3}}+{\tfrac {1}{5}}+{\tfrac {1}{7}}+{\tfrac {1}{11}}+\dotsb =\infty }

## Geschichte
Aus seinen Überlegungen zum Euler-Produkt konnte Euler 1737 seinen Satz folgern. Er hatte auch eine Idee von der Größenordnung der Partialsummen:

„Die Summe der reziproken Reihe der Primzahlen {\displaystyle {\tfrac {1}{2}}+{\tfrac {1}{3}}+{\tfrac {1}{5}}+{\tfrac {1}{7}}+{\tfrac {1}{11}}+{\tfrac {1}{13}}+\mathrm {etc} } ist unendlich groß, dennoch unendlich mal kleiner als die Summe der harmonischen Reihe {\displaystyle 1+{\tfrac {1}{2}}+{\tfrac {1}{3}}+{\tfrac {1}{4}}+{\tfrac {1}{5}}+\mathrm {etc} }. Und die Summe jener ist quasi der Logarithmus dieser Summe.“

Seine Lösung war für ihn ein Indikator, dass die Primzahlen wesentlich dichter liegen müssen als die Quadratzahlen, da er bei der Lösung des Basler Problems mit bewiesen hatte, dass die unendliche Summe der Kehrwerte aller Quadratzahlen gegen einen endlichen Grenzwert strebt. Dieses Argument ist jedoch nur von heuristischer Natur – bis heute ist nicht einmal bekannt, ob zwischen zwei benachbarten Quadratzahlen stets eine Primzahl liegt (diese Fragestellung ist auch als die Legendresche Vermutung bekannt).

## Beweis des Satzes von Euler
Einer von mehreren möglichen Beweisen, die nur elementare Ergebnisse der Analysis benutzen, ist der folgende:
Die Eulersche Zahl e ist der Grenzwert
{\displaystyle e=\lim _{n\to \infty }\left(1+{\frac {1}{n}}\right)^{n}=2{,}71828\,18284\,59045\,23536\,02874\,71352\,66249\,77572\,47093\,69995\,\dots }
Eine Umformung der Bernoullischen Ungleichung ergibt zunächst {\displaystyle 1+x\leq e^{x}} für alle {\displaystyle x\in \mathbb {R} }. Dies führt für jede Primzahl {\displaystyle p} zu der Ungleichung
{\displaystyle 1+{\tfrac {1}{p-1}}<e^{\tfrac {1}{p-1}}}.
Folglich erhält man mittels Bruchrechnung und  natürlichem Logarithmus:
{\displaystyle \ln \left({\frac {1}{1-{\tfrac {1}{p}}}}\right)=\ln \left(1+{\tfrac {1}{p-1}}\right)<{\tfrac {1}{p-1}}={\tfrac {1}{p}}+{\tfrac {1}{p(p-1)}}\leq 2\cdot {\tfrac {1}{p}}}
Nun sei {\displaystyle N} eine beliebige natürliche Zahl und es sei {\displaystyle {\bigl (}p_{k}{\bigr )}_{k=1,2,3,4,5\dotsc ,N}} die endliche Folge der ersten {\displaystyle N} Primzahlen.
Es gilt dann unter Ausnutzung der Produktregel für Logarithmen:
{\displaystyle \ln \left(\prod _{k=1}^{N}{\frac {1}{1-{\tfrac {1}{p_{k}}}}}\right)=\sum _{k=1}^{N}\ln \left({\frac {1}{1-{\tfrac {1}{p_{k}}}}}\right)<2\cdot \sum _{k=1}^{N}{\tfrac {1}{p_{k}}}}
In Verbindung mit dem bekannten Grenzwert
{\displaystyle \lim _{x\to \infty }\ln x=\infty }
genügt es daher zum Beweis der behaupteten Divergenz zu zeigen, dass
{\displaystyle \prod _{k=1}^{N}{\frac {1}{1-{\tfrac {1}{p_{k}}}}}}
mit wachsendem {\displaystyle N} ebenfalls über alle Grenzen wächst.
Dazu bezieht man zunächst die Eigenschaften der geometrischen Reihe ein und leitet dadurch die weiter unten angegebene Identität ab:
{\displaystyle {\begin{aligned}\prod _{k=1}^{N}{\frac {1}{1-{\tfrac {1}{p_{k}}}}}&=\prod _{k=1}^{N}{\left(1+{\tfrac {1}{p_{k}}}+{\tfrac {1}{{p_{k}}^{2}}}+{\tfrac {1}{{p_{k}}^{3}}}+_{\dotsb }\right)}\\&=\left(1+{\tfrac {1}{2}}+{\tfrac {1}{{2}^{2}}}+{\tfrac {1}{{2}^{3}}}+{\tfrac {1}{{2}^{4}}}+_{\dotsb }\right)\cdot \left(1+{\tfrac {1}{3}}+{\tfrac {1}{{3}^{2}}}+_{\dotsb }\right)\cdot \left(1+{\tfrac {1}{5}}+{\tfrac {1}{{5}^{2}}}+_{\dotsb }\right)\cdot \left(1+{\tfrac {1}{7}}+{\tfrac {1}{{7}^{2}}}+_{\dotsb }\right)\cdot \dots \cdot \left(1+{\tfrac {1}{p_{N}}}+{\tfrac {1}{{p_{N}}^{2}}}+{\tfrac {1}{{p_{N}}^{3}}}+{\tfrac {1}{{p_{N}}^{4}}}+_{\dotsb }\right)\end{aligned}}}
Innerhalb jeder Klammerung befindet sich eine absolut konvergente Reihe.
Wegen des Fundamentalsatzes der Arithmetik erhält man durch das Ausmultiplizieren der Klammern den Kehrwert jeder natürlichen Zahl genau einmal.
Damit hat man die folgende Identität:
{\displaystyle \prod _{k=1}^{N}{\frac {1}{1-{\tfrac {1}{p_{k}}}}}=\sum _{*}{\tfrac {1}{n}}} , *: Aufsummiert werden 1 und die Kehrwerte aller {\displaystyle n}, deren Primteiler kleiner oder gleich {\displaystyle p_{N}} sind.
Mit einem über alle Grenzen wachsenden {\displaystyle N} nähert sich die rechte Seite der Gleichung der harmonischen Reihe an. Diese divergiert und somit divergiert auch die linke Seite.
Der Beweis ist erbracht.

### Erläuterungen zum Beweis
- Durch Erweiterungen von Zähler und Nenner mit p und anschließend -1+1 im Zähler ergeben sich die oben durchgeführten Umformungen:

{\displaystyle {\tfrac {1}{1-{\tfrac {1}{p}}}}={\tfrac {p}{p-1}}={\tfrac {p-1+1}{p-1}}={\tfrac {p-1}{p-1}}+{\tfrac {1}{p-1}}=1+{\tfrac {1}{p-1}}}

{\displaystyle {\tfrac {1}{p-1}}={\tfrac {p}{p(p-1)}}={\tfrac {p-1+1}{p(p-1)}}={\tfrac {p-1}{p(p-1)}}+{\tfrac {1}{p(p-1)}}={\tfrac {1}{p}}+{\tfrac {1}{p(p-1)}}}
- Terme für {\displaystyle N=5}

{\displaystyle \prod _{k=1}^{5}{\frac {1}{1-{\tfrac {1}{p_{k}}}}}=\left(1+{\tfrac {1}{2}}+{\tfrac {1}{{2}^{2}}}+{\tfrac {1}{{2}^{3}}}+_{\dotsb }\right)\cdot \left(1+{\tfrac {1}{3}}+{\tfrac {1}{{3}^{2}}}+{\tfrac {1}{{3}^{3}}}+_{\dotsb }\right)\cdot \left(1+{\tfrac {1}{5}}+{\tfrac {1}{{5}^{2}}}+{\tfrac {1}{{5}^{3}}}+_{\dotsb }\right)\cdot \left(1+{\tfrac {1}{7}}+{\tfrac {1}{{7}^{2}}}+{\tfrac {1}{{7}^{3}}}+_{\dotsb }\right)\cdot \left(1+{\tfrac {1}{11}}+{\tfrac {1}{{11}^{2}}}+{\tfrac {1}{{11}^{3}}}+_{\dotsb }\right)}
Die nach dem Ausklammern entstandene Summe enthält beispielsweise die Kehrwerte von {\displaystyle 2\cdot 11\left(=22\right)}, {\displaystyle 2\cdot 2\cdot 2\cdot 2\cdot 2\cdot 2\cdot 2\cdot 3\left(=384\right)} und {\displaystyle 2\cdot 5\cdot 5\cdot 5\cdot 7\cdot 7\cdot 7\cdot 7\cdot 7\cdot 7\left(=29.412.250\right)} .
Die Vielfachen von {\displaystyle {\tfrac {1}{13}},{\tfrac {1}{17}},{\tfrac {1}{19}}\dotsb } werden erst mit wachsendem {\displaystyle N} gebildet.